# ميركل-جرو
تشير ميراكل-جرو (بالإنجليزية:Miracle-Gro) عادةً إلى علامة تجارية لمنتجات الحدائق مرخصة من قبل OMS Investments Inc. من صنع شركة «سكوتس ميراكل-جرو» في الولايات المتحدة الأمريكية وشركة «ايفر جرين جاردن كير المحدودة» في المملكة المتحدة.
| نوع المنتج             | مستلزمات حدائق                   |
| المالك                 | OMS Investments Inc.             |
| المدينة                | الولايات المتحدة                 |
| المالك السابق          | سكوتس ميراكل-جرو                 |
| مسجلة كعلامة تجارية في | المملكة المتحدة 2001             |
| موقع الكتروني          | https://www.miraclegro.com/en-us |

## تاريخها
تأسست شركة ميراكل-جرو الأصلية، منتجات ميركل جرو، على يد المدير التنفيذي للتسويق هوراس هاجيدورن المدير التنفيذي أوتو ستيرن في عام 1950.
يُنسب الفضل إلى زوجة هاجيدورن الأولى، بيجي، في ابتكار الاسم التجاري لمنتج ميراكل-جرو وتصميم هاجيدورن الخاص بها.
اشترى هاجيدورن شركة سترين في الثمانينيات.
في عام 1995 اندمجت ميراكل-جرو مع سكوتس، ابن هاجيدورن؛ جيم؛ هو الرئيس التنفيذي ورئيس مجلس إدارة الشركة المندمجة.
تقاعد هاجيدورن من العمل في عام 1997.
توفي هوراس هيدورن في عام 2005 في منزله في ساندز بوينت، قبل عيد ميلاده التسعين بفترة قصيرة.
أوتو ستيرن، الشريك المؤسس، كان عم المؤرخ الشهير فريتز ستيرن.
في كتاب الخمسة ألمانيا التي عرفتها "The Five Germanys I Have Known "، يذكر فريتز ستيرن ابن عمه الثري جدًا أوتو الذي اخترع ميراكل-جرو.